# Siedem przystanków na drodze do raju
Siedem przystanków na drodze do raju – film fabularny produkcji polskiej z 2003 roku, którego reżyserem i autorem scenariusza jest Ryszard Maciej Nyczka. Film miał premierę na 28. Festiwalu Polskich Filmów Fabularnych w Gdyni. W tym samym roku zdobył też nagrodę Srebrny Zamek na MFF „Off Cinema” w Poznaniu, przyznaną jego twórcy za „oryginalny scenariusz i osobisty ton”.
Okres zdjęciowy: czerwiec 2003.

## Opis fabuły
Film przedstawia historię dwóch bardzo bliskich przyjaciółek, lesbijek: Małgosi i Marioli. Pewnego dnia Małgosia dowiaduje się, że jest śmiertelnie chora. Razem z przyjaciółką wyrusza do sanktuarium słynącego z cudów. Podczas drogi spotykają obrazy przedstawiające siedem grzechów głównych oraz szereg postaci z Nowego i Starego Testamentu. W miarę rozwijania się fabuły widz dowiaduje się, że cała podróż nie jest realna, a odbywa się tylko w wyobraźni, przestrzeni wewnętrznej bohaterek.

## Obsada
- Agnieszka Prokopowicz – jako Małgosia
- Edyta Bach – jako Mariola
- Barbara Chowaniec – jako dobra pani
- Magdalena Czerwińska – jako kochanka żebraka
- Renata Dancewicz – jako głodna
- Magdalena Gnatowska – jako tancerka brzucha
- Monika Jarosińska – jako Monika
- Agata Kulesza – jako głucha
- Anna Jarecka – jako diablica
- Aleksandra Kisio – jako wygnana
- Violetta Kołakowska – jako Honorata, panna młoda
- Karolina Lutczyn – jako kobieta z cmentarza
- Marta Kownacka – jako żona literata
- Monika Piskorowska – jako „dziewczyna za stówę”
- Magdalena Różczka – jako Roksana
- Katarzyna Straburzyńska – jako Weronika
- Magdalena Stużyńska-Brauer – jako czarownica
- Katarzyna Trzcińska – jako czarownica
- Agnieszka Wosińska – jako kobieta zbierająca jabłka
- Piotr Antczak – jako człowiek z siekierą
- Andrzej Chyra – jako strażnik snów
- Amadeusz Ciesielski – jako homunkulus
- Miron Bilski – jako producent z Amsterdamu
- Wojciech Biedroń – jako narzeczony z cmentarza
- Artur Brzeziński – jako zakochany w głuchej
- Tomasz Gabryelewicz – jako doktor
- Janusz Grudziński – jako żebrak
- Tomasz Jarski – jako człowiek z młotem
- Sławomir Jóźwik – jako człowiek z misiem
- Paweł Luwau – jako diabeł dusiciel
- Piotr Malinowski – jako podróżnik do Krakowa
- Piotr Mikucki – jako wygnany
- Paweł Mossakowski – jako mąż Moniki
- Tomasz Preniasz-Struś – jako literat
- Robert Sikorski – jako fotograf piekła
- Wojciech Starostecki – jako aktor
- Daniel Strehlau – jako Stefan, pan młody
- Jakub Strzałkowski – jako mistrz ceremonii